# Han du Sud
Pour les articles homonymes, voir Han.
917–971
Entités précédentes :
- Dynastie Tang

Entités suivantes :
- Dynastie Ngô (dans l'ex-protectorat d'Annam)
- Dynastie Song

Le royaume des Han du Sud (chinois simplifié : 南汉 ; chinois traditionnel : 南漢 ; pinyin : Nán Hàn ; Wade : Nan Han) (917–971), fait partie des dix royaumes ayant existé dans le sud de la Chine lors de la Période des Cinq Dynasties et des Dix Royaumes. Fondé en 917 sous le nom de Grand Yue (chinois : 大越), il est rebaptisé Han du Sud dès 918, lorsque Liu Yan, le fondateur du royaume, a prétendu être un descendant des empereurs de la Dynastie Han.
Il est situé sur la côte sud de la Chine et son territoire s'étend sur les actuelles provinces du Guangdong et le Guangxi. La capitale du royaume se situe à Xingwang Fu (chinois traditionnel : 興王府,), ce qui correspond actuellement à la ville de Guangzhou, une ville qui connaît un développement considérable pendant cette période. Si, lors de la fondation du royaume, les Han du Sud contrôlent l'Annam, soit le nord du Viet-Nam actuel, ils en perdent le contrôle dès l'an 939, au profit de la Dynastie Ngô.

## Histoire

### Origines et fondation
Liu Yin (en)(劉隱) nait en 874 et se fait remarquer pour la première fois en 896, lorsqu'il piège et tue deux officiers du circuit de Qinghai, après avoir été informé que ces derniers voulaient tuer Li Zhirou, le Prince de Xue, qui venait d'être nommé Jiedushi, soit gouverneur régional et officier militaire, dudit circuit. Cet acte lui vaut d'être nommé chef de l'armée de ce circuit. En 905, il est à son tour nommé Jieduchi de Qinghai, par la cour des Tang. Lorsque la dynastie Tang tombe en 907 et est remplacée par celle des Liang postérieurs, Liu Yin ne cherche pas à prendre son indépendance, malgré la distance qui le sépare de la capitale, ce qui lui vaut de recevoir le titre de Prince de Dapeng. Par la suite, il devient le Jieduchi des circuits de Qinghai et Jinghai (靜海) en 908, puis reçoit les titres de Prince de Nanping en 909 et Prince de Nanhai en 910. Il tombe malade en 911 et recommande à la Cour Impériale son frère Liu Yan (en) pour lui succéder. Yin meurt le 4 avril 911 et, suivant ses recommandations, la Cour valide la nomination de Liu Yan.
À peine arrivé au pouvoir, Liu Yan profite de la confusion qui règne dans le Zhou de Qian pour attaquer et annexer les Zhou de Shao, Rong et Gao, qui avait été conquis par les dirigeants de Qian. Voyant que deux de leurs vassaux se combattent, les Liang envoient immédiatement des émissaires pour rétablir la paix dans la région. Yan répond en versant un tribut composé d'or, d'argent, de cornes de rhinocéros, d'ivoire et autres bijoux et épices, mais garde le contrôle des trois Zhou. Durant cette période, le chaos dans le nord de la Chine est tel que beaucoup de membres de l'administration, de hauts-fonctionnaires, de nobles... s'enfuient loin vers le Sud. Yuan essaye d'en inviter le plus possible dans son circuit et leur offre des postes dans son administration personnelle.
Les choses changent à la fin de l'année 912, quand l'empereur Taizu, le fondateur des Liang postérieurs, est assassiné par son fils Zhu Yougui. Ce dernier est renversé par son frère Zhu Youzhen moins d'un an plus tard et se suicide. Cette instabilité politique fait réfléchir Yuan, qui cesse de verser un tribut aux Liang en 915, avant de se proclamer empereur le 5 septembre 917.

### Règne de Liu Yan
Dans un premier temps, Liu Yan se proclame empereur du "Grand Yue" (chinois : 大越), puis organise un mariage entre sa nièce Liu Ha et le prince de Min,.En 918, après avoir offert des sacrifices au ciel et à la terre et proclamé une amnistie générale, il a changé le nom de son État de Yue à Grand Han (chinois : 大漢). Par la suite, son royaume sera connu sous le nom de "Han du Sud", pour le différencier de la dynastie homonyme. Ce nouveau nom vient du fait que son nom de famille Liu (chinois : 劉) est le même que celui que portaient les membres du clan impérial de la dynastie Han et qu'Yan prétend être un descendant de cette fameuse dynastie.
Après avoir élevé ses parents au rang d'empereur et impératrice douairière à titre posthume, Liu Yan élève sa femme, dame Ma, au rang d'impératrice en 919. L'année suivante, il ouvre des écoles et instaure des examens impériaux pour recruter les fonctionnaires dont il a besoin. Sur le plan diplomatique, en 920, il envoie des émissaires à la Cour des Shu antérieur, dans l'espoir d'un rapprochement entre les deux royaumes. En 922, l'entente avec le royaume de Min vole en éclats, lorsqu'un des généraux de ce royaume attaque le convoi de Liu Yan, alors qu'il se trouve à la frontière entre les deux royaumes. Cette attaque échoue, tout comme la contre-attaque des Han du Sud, qui a lieu en 924. En 928, c'est au tour du royaume de Chu d'attaquer les Han, cette fois-ci par la voie maritime ; mais comme les troupes du royaume de Min avant eux, les soldats du Chu sont repoussés. En 930, c'est au tour de Liu Yan d'attaquer, en envoyant ses généraux Liang Kezhen (梁克貞) et Li Shoufu (李守鄜) mater le clan Khúc, qui avait pris le contrôle du Zhou de Jinghai, soit la zone correspondant actuellement au nord du Viet-Nam. Si cette expédition est une réussite, la victoire des Han du Sud est de courte durée, car dès 931, ils doivent faire face à la révolte de Dương Đình Nghệ, qui les prive du contrôle de cette région et qu'ils n'arrivent pas à mater.
Pendant que la guerre fait rage au sud, la vie continue à la Cour des Han du Sud. Ainsi, en 932, Liu Yan élève ses 19 fils au rang de Prince Impérial, sans pour autant désigner de Prince Héritier. Deux ans plus, tard, en 934, l'impératrice Ma meurt. En 936, Liu Yan lance une riposte tardive à l'encontre du royaume de Chu, en envoyant le général Sun Dewei (孫德威) attaquer les Zhou de Meng (蒙州) et Gui (桂州). Cette attaque tourne court lorsque Sun se replie après avoir appris l'arrivée d'une armée conduite par le prince héritier du Chu. Trois ans plus tard, une opportunité semble se dessiner pour mettre fin au conflit dans le sud et récupérer le Jinghai. En effet, Dương est mort en 937, tué par un de ses généraux nommé Kieu Cong Tien. Ce meurtre ouvre un conflit de succession et Kieu tente de s'en tirer en demandant de l'aide aux Han. Ces derniers répondent immédiatement en envoyant une flotte, mais le temps que les troupes arrivent sur place, Kieu a été tué par son rival Ngô Quyền, qui inflige ensuite une cuisante défaite à l'armée chinoise lors de la bataille du Bạch Đằng. La flotte étant quasi détruite, les Han doivent se replier et abandonner définitivement la région.
En 939, suivant les conseils de son bras droit Zhao Guangyi, Liu Yan recommence à envoyer des émissaires au Chu, pour reprendre les relations diplomatiques entre les deux royaumes. Malgré cela, la même année il envoie également un émissaire à la cour des Jin postérieurs, qui sont alors les maîtres du nord de la Chine, pour leur proposer une alliance militaire afin d'attaquer le Chu et de se partager ce royaume après la victoire. L'empereur du Jin préfère décliner l'offre.
En 942, Liu Yan tombe sérieusement malade. Sentant sa fin venir, et après avoir hésité, il désigne Liu Hongdu, son fils aîné comme successeur. Yan meurt le 10 juin 942 et est enterré à un endroit qui se situe actuellement au sud du village de Beitang. Hongdu devient le nouvel empereur des Han du Sud.

### Les successeurs
Une fois arrivé au pouvoir, Hongdu prend le nom de Liu Bin (en), donne à sa mère le titre d'impératrice douairière et fait de son frère Liu Hongxi le responsable de l'administration du royaume. Très peu de temps après que Liu Bin soit monté sur le trône, une révolte paysanne dirigée par Zhang Yuxian éclate et s'empare de la quasi-totalité de l'est du pays. Malgré cette rébellion et l'incapacité de ses troupes à mater Zhang, Liu Bin se préoccupe peu des affaires de l'État et préfère faire la fête, tout en se méfiant des autres membres de sa famille. Lassé de l'incompétence et de la suspicion permanente de son frère, Liu Hongxi planifie le meurtre de Bin. Ce dernier organise une fête au palais Changchun le 15 avril 943. Hongxi est présent et une fois Bin complètement saoul, il le fait raccompagner dans ses appartements par des complices, qui le battent à mort. Le lendemain matin, Hongxi organise une mise en scène durant laquelle ses frères lui offrent le trône, qu'il accepte.
Une fois devenu empereur, Hongxi change de nom et prend celui de Liu Sheng (en), avant de faire de ses frères cadets ses chanceliers. Cette entente fraternelle dure peu de temps et les querelles sanglantes qui éclatent entre les nouveaux chanceliers rendent rapidement Sheng suspicieux envers sa propre famille, et tout particulièrement envers Liu Hongchang, qui est extrêmement populaire. Craignant qu'un de ses frères ne tente de le renverser, il prend les devant et en 944, il fait assassiner ses frères Liu Hongchang et Liu Hongze, et en met un troisième, Liu Hongbi, en résidence surveillée. En 945 et 946, il fait également exécuter les proches de Hongchang, Hongze et Hongbi. Il ne s’arrête pas là et en 947, il fait exécuter presque tous ses frères encore en vie, pour éviter qu'ils ne contestent le trône à ses fils le moment venu, avant de faire des filles des défunts ses concubines. Entre deux assassinats, il réussit à mater la révolte de Zhang et reprend le contrôle de tout le royaume.
Après avoir consolidé son pouvoir dans un bain de sang, Liu Sheng se tourne vers la politique extérieure. En 948, il envoie une mission diplomatique à la cour du Chu, afin d'organiser une alliance entre les deux États. Ma Xiguang, l'empereur du Chu, refuse, ce qui rend Sheng fou de rage. Un peu plus tard la même année, il lance une attaque contre le Chu, qui lui permet d'annexer les Zhou de He (賀州) et Zhao (昭州). Durant les années qui suivent cette victoire, les eunuques profitent du vide laissé par le massacre de la plus grande partie du clan Liu pour s'insérer dans les rouages de l'État et devenir de plus en plus puissants.
En 951, le Chu, affaibli par les luttes internes du clan Ma, est vaincu et annexé par les Tang du Sud. Cependant, certains membres du clan Ma gardent le contrôle de petites portions du territoire du royaume. Liu Sheng en profite pour s'emparer du Zou de Meng (蒙州), puis de toute la province du Jingjiang. Un peu plus tard, les Han s'emparent également du Zhou de Chen (郴州) aux dépens des Tang du Sud.
En 953, Sheng élève ses cinq fils au rang de princes impériaux, sans pour autant désigner de prince héritier. L'année suivante, à la suite de nouvelles suspicions, il oblige Liu Hongmiao (劉弘邈), un de ses derniers frères toujours en vie, à se suicider. Enfin, en 955, il achève le massacre de ses frères en faisant tuer Liu Hongzheng (劉弘政), qui était alors le dernier d'entre eux à être encore en vie.
En 957, Liu Sheng, s’inquiète des progrès militaires des Zhou postérieurs qui, après avoir pris le contrôle du nord de la Chine, sont en train de conquérir les Tang du Sud. Craignant que les Han du Sud soient la prochaine cible des Zhou, il envoie plusieurs émissaires pour se faire reconnaître vassal de ces derniers ; mais aucun n'arrive à destination. Effrayé, il met alors toute son énergie dans des préparatifs de défense contre une invasion et la construction d'une flotte. Cela ne dure qu'un temps et peu de temps après, il a recommencé à boire et faire la fête, en déclarant : «Ce serait une chance pour moi que d'être épargné (par les Zhou postérieurs). Pourquoi m'inquiéter pour les générations à venir?"
Liu Sheng meurt en 958, et c'est son fils aîné Liu Jixing qui lui succède.

### Chute des Han du Sud
À peine monté sur le trône, Jixing change son nom en Liu Chang (en). Lorsqu'il prend le pouvoir, il n'a que 16 ans et la Cour est peuplée uniquement d'eunuques, son père ayant fini par considérer que ceux qui travaillent pour lui doivent être castrés, car il pensait que les gens ayant des enfants ne pouvaient pas lui être complètement loyaux. Chang passe la plus grande partie de son règne à profiter des plaisirs de son harem, avec un penchant particulier pour les femmes d'origine perse,,. Pendant ce temps, les eunuques ont le champ libre et gèrent les affaires du royaume comme bon leur semble.
Le règne de Liu Chang prend fin au bout de 13 ans, lorsque les troupes de la dynastie Song envahissent son royaume. La bataille décisive a lieu le 23 janvier 971, lorsque les troupes des Song arrivent à vaincre le corps d'éléphants de guerre des Han du Sud grâce à l'utilisation massive de flèches enflammées par leurs arbalétriers. Cette bataille marque à la fois la fin du premier et dernier corps d'éléphants de guerre utilisé dans une armée chinoise et la chute du royaume des Han du Sud.

## Extension territoriale
La capitale des Han du Sud correspond à l'actuelle ville de Guangzhou. Le territoire du royaume s'étend le long des régions côtières des actuelles provinces du Guangdong, Guangxi, Hanoï et de l'île de Hainan. Il a des frontières communes avec les royaumes de Min, Chu et les Tang du Sud ainsi qu'avec le royaume non chinois de Dali. À la fin de la période, Les Tang du Sud occupent toute la frontière nord des Han du Sud, après avoir conquis le royaume de Min en 945 et celui de Chu en 951.

## Controverse sur les origines ethniques du clan Liu
Certains érudits modernes pensent que les membres du clan Liu des Han du Sud ne sont pas d'origine chinoise et rejettent les documents historiques traditionnels, ainsi que les revendications des Liu eux-mêmes, qui disaient descendre de Chinois ayant quitté le nord de la Chine pour migrer vers le sud,,.
Dans les chroniques historiques comme l'Ancienne histoire des Cinq Dynasties et le Nouveau Livre des Tang, il est écrit que ce clan Liu prétend être originaire du nord de la Chine, plus précisément de Shangcai au Henan et de Pengcheng au Jiangsu. Toujours selon les dires des Liu, ils y auraient vécu jusqu'à ce que leur ancêtre Liu Anren (劉安仁) parte plus au sud, vers le Fujian et le Guangdong. Ils prétendent également être des descendants d'un autre clan Liu très célèbre, celui des empereurs de la dynastie Han, qui ont régné sur la Chine pendant près de 400 ans, bien des siècles plus tôt. Les Liu des Han du Sud prétendent également être liés au clan Wei, une autre puissante famille de l'aristocratie chinoise. Selon leur dire, leur ancêtre Liu Zhiqian aurait voulu épouser une femme issue du clan Wei, mais il aurait été rejeté car il était de trop basse extraction, ce qui lui aurait valu de s'entendre dire par les Wei qu'il n'était "pas de notre espèce" (非我 族 类). Ensuite, en dépit du faible rang de Liu, le gouverneur militaire Wei Zhou l'aurait autorisé à épouser sa nièce, malgré les objections du reste de la famille.
Le premier à remettre en cause ces origines est le Japonais Fujita Toyohachi qui, en 1910 avance que le clan Liu des Han du Sud est composé de descendants de marchands arabes qui sont venus au Fujian et au Guangdong par la mer. Comme preuve de sa théorie, il expose le cas d'un Arabe qui, sous la dynastie Song, a pris Liu comme nouveau nom de famille. Fujita s’appuie sur cet exemple et sur le fait qu'il trouve que Liu ressemble à des noms arabes comme Ali ou Alaa, pour affirmer que le clan Liu est d'origine arabe et que ses membres ont essayé de se faire passer pour des Chinois venus du nord.
Cette théorie est immédiatement attaquée par un autre érudit japonais, Masahiro Kawahara, qui commence par faire remarquer que les empereurs chinois ont pour coutume d'accorder l'usage de leur nom de famille aux marchands étrangers. C'est ainsi que les empereurs de la dynastie Tang ont accordé à plusieurs étrangers le droit de porter le nom de famille Li, soit le nom de la famille impériale. Partant de là, il est plus probable que le marchand arabe de la dynastie Song ait reçu son nom de famille "Liu" comme cadeau des empereurs Liu des Han du Sud que l'inverse. Masahiro souligne également que les Han du Sud ne pratiquaient pas l'islam, mais le bouddhisme et qu'ils n'ont jamais pris de titres venant du monde arabe, comme "sultan". Selon Masahiro, les Liu appartenaient en fait à une minorité ethnique locale non-Han du Guangdong, originaire de Fengzhou, qui se seraient inventé des ancêtres venant du Nord de la Chine, pour pouvoir prétendre être des descendants de la dynastie Han.
Les théories de Fujita et de Masahiro sont rapidement attaquées par un autre historien, parce qu'elles sont basées sur leurs propres conjectures et opinions et ne s'appuient sur aucune preuve solide ni aucune source fiable qui pourraient servir à soutenir leurs revendications. Par exemple, Fujita et Masahiro mettent tous deux en avant la réponse des Wei, leur "pas de notre espèce", pour justifier que les Liu ne sont pas d'ethnie Han. Le problème, c'est qu'à l'époque des Han du Sud et des Song, " 族" signifie "clan" et non pas "ethnie" comme à l'époque moderne. La réponse des Wei prend donc un tout autre sens, puisqu'elle fait référence à la hiérarchie sociale qui existe au sein de l'aristocratie chinoise sous la dynastie Tang, en indiquant que les Liu sont un clan dont le statut social est inférieur à celui des Wei. Il est donc totalement inapproprié d'utiliser cette déclaration des Wei comme preuve que les Liu sont "arabes". En ce qui concerne la théorie de Masahiro selon laquelle les Liu font partie d'une minorité ethnique non-Han locale, il n'existe aucune preuve basée sur des textes historiques et rien ne suggère que ces textes, comme la Nouvelle Histoire des Cinq Dynasties, sont faux.
Il s'agit donc, dans les deux cas, de théorie avancée sans véritables preuves. Un grand nombre de Chinois ont quitté la Chine du Nord pour celle du Sud, tout comme les Han du Sud, lors de l'effondrement de la dynastie Tang et ont participé à la création du royaume quand il est devenu indépendant. Les arguments sur l'origine de la famille Liu ont de nouveau été examinés par d'autres historiens, plus contemporains, et tous ont conclu que le clan Liu était d'ascendance chinoise,.

## Souverains des Han du Sud
| Noms de Temple ( Miao Hao 廟號)                                  | Noms Posthumes ( Shi Hao 諡號 ) | Noms Personnels                                                                                   | Dates des règnes | Noms d’ères (Nian Hao 年號) et leurs dates |
| ---------------------------------------------------------------- | --- | ------------------------------------------------------------------------------------------------- | ---------------- | --- |
| Gao Zu (chinois traditionnel : 高祖 ; pinyin : gao1 zu3)         | Tian Huang Da Di (chinois traditionnel : 天皇大帝 ; pinyin : tian1 huang2 da4 di4)                                                                                | Liu Yan (pinyin : liu2 yan2) Liu Yan (chinois traditionnel : 劉龑 ; pinyin : liu2 yan3) après 926 | 917–941          | Qianheng (chinois traditionnel : 乾亨 ; pinyin : qian2 heng1) 917–925 Bailong (chinois traditionnel : 白龍 ; pinyin : bai2 long2) 925–928 Dayou (chinois traditionnel : 大有 ; pinyin : da4 you3) 928–941 |
| Did not exist                                                    | Shang Di (chinois traditionnel : 殤帝 ; pinyin : shang1 di4) | Liu Bin (en) (chinois traditionnel : 劉玢 ; pinyin : liu2 bin1)                                   | 941–943          | Guangtian (chinois traditionnel : 光天 ; pinyin : guang1 tian1) 941–943 |
| Zhong Zong (chinois traditionnel : 中宗 ; pinyin : zhong1 zong1) | Wénwǔ Guāngmíng Xiào (chinois traditionnel : 文武光明孝皇帝) Le nom choisi est tellement long et compliqué, qu'il n'est jamais utilisé pour désigner ce souverain | Liu Sheng (en) (chinois traditionnel : 劉晟 ; pinyin : liu2 sheng4)                               | 943–958          | Yingqian (chinois traditionnel : 應乾 ; pinyin : ying4 qian2) 943 Qianhe (chinois traditionnel : 乾和 ; pinyin : qian4 he2) 943–958                                                                       |
| Hou Zhu (chinois traditionnel : 後主 ; pinyin : hou4 zhu3)       | Aucun | Liu Chang (en) (chinois traditionnel : 劉鋹 ; pinyin : liu2 chang3)                               | 958–971          | Dabao (chinois traditionnel : 大寶 ; pinyin : da4 bao3) 958–971 |

## Arbre généalogique des souverains des Han du Sud
|                         |                         |                         |                         |                         |                         |  |  |                        |                        |                        |                        |                        |                        |  |  |                                                   |                                                   |                                                   |                                                   |                                                   |                                                   |  |  |                                           |                                           |                                           |                                           | Liu Zhiqian 劉知謙 (??? - 894)            |                                           |                                           |                                           |                                            |                                            |                                            |                                            |                                            |                                            |  |  |                                                 |                                                 |                                                 |                                                 |                                                 |                                                 |  |  |  |  |  |  |  |  |  |  |  |  |  |  |  |  |  |  |
|                         |                         |                         |                         |                         |                         |  |  |                        |                        |                        |                        |                        |                        |  |  |                                                   |                                                   |                                                   |                                                   |                                                   |                                                   |  |  |                                           |                                           |                                           |                                           |                                           |                                           |                                           |                                           |                                            |                                            |                                            |                                            |                                            |                                            |  |  |                                                 |                                                 |                                                 |                                                 |                                                 |                                                 |  |  |  |  |  |  |  |  |  |  |  |  |  |  |  |  |  |  |
|                         |                         |                         |                         |                         |                         |  |  |                        |                        |                        |                        |                        |                        |  |  |                                                   |                                                   |                                                   |                                                   |                                                   |                                                   |  |  |                                           |                                           |                                           |                                           |                                           |                                           |                                           |                                           |                                            |                                            |                                            |                                            |                                            |                                            |  |  |                                                 |                                                 |                                                 |                                                 |                                                 |                                                 |  |  |  |  |  |  |  |  |  |  |  |  |  |  |  |  |  |  |
|                         |                         |                         |                         |                         |                         |  |  | Liu Yin 劉隱 874 – 911 | Liu Yin 劉隱 874 – 911 | Liu Yin 劉隱 874 – 911 | Liu Yin 劉隱 874 – 911 | Liu Yin 劉隱 874 – 911 | Liu Yin 劉隱 874 – 911 |  |  |                                                   |                                                   |                                                   |                                                   |                                                   |                                                   |  |  |                                           |                                           |                                           |                                           | Liu Yan 劉龑 889–942 Gaozu 高祖 r.917-942 | Liu Yan 劉龑 889–942 Gaozu 高祖 r.917-942 | Liu Yan 劉龑 889–942 Gaozu 高祖 r.917-942 | Liu Yan 劉龑 889–942 Gaozu 高祖 r.917-942 | Liu Yan 劉龑 889–942 Gaozu 高祖 r.917-942  | Liu Yan 劉龑 889–942 Gaozu 高祖 r.917-942  |                                            |                                            |                                            |                                            |  |  | Liu Tai 劉台                                    | Liu Tai 劉台                                    | Liu Tai 劉台                                    | Liu Tai 劉台                                    | Liu Tai 劉台                                    | Liu Tai 劉台                                    |  |  |  |  |  |  |  |  |  |  |  |  |  |  |  |  |  |  |
|                         |                         |                         |                         |                         |                         |  |  | Liu Yin 劉隱 874 – 911 | Liu Yin 劉隱 874 – 911 | Liu Yin 劉隱 874 – 911 | Liu Yin 劉隱 874 – 911 | Liu Yin 劉隱 874 – 911 | Liu Yin 劉隱 874 – 911 |  |  |                                                   |                                                   |                                                   |                                                   |                                                   |                                                   |  |  |                                           |                                           |                                           |                                           | Liu Yan 劉龑 889–942 Gaozu 高祖 r.917-942 | Liu Yan 劉龑 889–942 Gaozu 高祖 r.917-942 | Liu Yan 劉龑 889–942 Gaozu 高祖 r.917-942 | Liu Yan 劉龑 889–942 Gaozu 高祖 r.917-942 | Liu Yan 劉龑 889–942 Gaozu 高祖 r.917-942  | Liu Yan 劉龑 889–942 Gaozu 高祖 r.917-942  |                                            |                                            |                                            |                                            |  |  | Liu Tai 劉台                                    | Liu Tai 劉台                                    | Liu Tai 劉台                                    | Liu Tai 劉台                                    | Liu Tai 劉台                                    | Liu Tai 劉台                                    |  |  |  |  |  |  |  |  |  |  |  |  |  |  |  |  |  |  |
|                         |                         |                         |                         |                         |                         |  |  |                        |                        |                        |                        |                        |                        |  |  |                                                   |                                                   |                                                   |                                                   |                                                   |                                                   |  |  |                                           |                                           |                                           |                                           |                                           |                                           |                                           |                                           |                                            |                                            |                                            |                                            |                                            |                                            |  |  |                                                 |                                                 |                                                 |                                                 |                                                 |                                                 |  |  |  |  |  |  |  |  |  |  |  |  |  |  |  |  |  |  |
| Empereur Huizong de Min | Empereur Huizong de Min | Empereur Huizong de Min | Empereur Huizong de Min | Empereur Huizong de Min | Empereur Huizong de Min |  |  | Liu Hua 劉華 896 - 930 | Liu Hua 劉華 896 - 930 | Liu Hua 劉華 896 - 930 | Liu Hua 劉華 896 - 930 | Liu Hua 劉華 896 - 930 | Liu Hua 劉華 896 - 930 |  |  | Liu Hongchang 劉弘昌 ??? - 944 Prince de Yue 越王 | Liu Hongchang 劉弘昌 ??? - 944 Prince de Yue 越王 | Liu Hongchang 劉弘昌 ??? - 944 Prince de Yue 越王 | Liu Hongchang 劉弘昌 ??? - 944 Prince de Yue 越王 | Liu Hongchang 劉弘昌 ??? - 944 Prince de Yue 越王 | Liu Hongchang 劉弘昌 ??? - 944 Prince de Yue 越王 |  |  | Liu Bin 劉玢 920-943 Shāng 殤皇 r.942-943 | Liu Bin 劉玢 920-943 Shāng 殤皇 r.942-943 | Liu Bin 劉玢 920-943 Shāng 殤皇 r.942-943 | Liu Bin 劉玢 920-943 Shāng 殤皇 r.942-943 | Liu Bin 劉玢 920-943 Shāng 殤皇 r.942-943 | Liu Bin 劉玢 920-943 Shāng 殤皇 r.942-943 |                                           |                                           | Liu Sheng 劉晟 920–958 Zhongzong r.943-958 | Liu Sheng 劉晟 920–958 Zhongzong r.943-958 | Liu Sheng 劉晟 920–958 Zhongzong r.943-958 | Liu Sheng 劉晟 920–958 Zhongzong r.943-958 | Liu Sheng 劉晟 920–958 Zhongzong r.943-958 | Liu Sheng 劉晟 920–958 Zhongzong r.943-958 |  |  | Liu Honggao 劉弘杲 ??? - 943 Prince de Xun 循王 | Liu Honggao 劉弘杲 ??? - 943 Prince de Xun 循王 | Liu Honggao 劉弘杲 ??? - 943 Prince de Xun 循王 | Liu Honggao 劉弘杲 ??? - 943 Prince de Xun 循王 | Liu Honggao 劉弘杲 ??? - 943 Prince de Xun 循王 | Liu Honggao 劉弘杲 ??? - 943 Prince de Xun 循王 |  |  |  |  |  |  |  |  |  |  |  |  |  |  |  |  |  |  |
| Empereur Huizong de Min | Empereur Huizong de Min | Empereur Huizong de Min | Empereur Huizong de Min | Empereur Huizong de Min | Empereur Huizong de Min |  |  | Liu Hua 劉華 896 - 930 | Liu Hua 劉華 896 - 930 | Liu Hua 劉華 896 - 930 | Liu Hua 劉華 896 - 930 | Liu Hua 劉華 896 - 930 | Liu Hua 劉華 896 - 930 |  |  | Liu Hongchang 劉弘昌 ??? - 944 Prince de Yue 越王 | Liu Hongchang 劉弘昌 ??? - 944 Prince de Yue 越王 | Liu Hongchang 劉弘昌 ??? - 944 Prince de Yue 越王 | Liu Hongchang 劉弘昌 ??? - 944 Prince de Yue 越王 | Liu Hongchang 劉弘昌 ??? - 944 Prince de Yue 越王 | Liu Hongchang 劉弘昌 ??? - 944 Prince de Yue 越王 |  |  | Liu Bin 劉玢 920-943 Shāng 殤皇 r.942-943 | Liu Bin 劉玢 920-943 Shāng 殤皇 r.942-943 | Liu Bin 劉玢 920-943 Shāng 殤皇 r.942-943 | Liu Bin 劉玢 920-943 Shāng 殤皇 r.942-943 | Liu Bin 劉玢 920-943 Shāng 殤皇 r.942-943 | Liu Bin 劉玢 920-943 Shāng 殤皇 r.942-943 |                                           |                                           | Liu Sheng 劉晟 920–958 Zhongzong r.943-958 | Liu Sheng 劉晟 920–958 Zhongzong r.943-958 | Liu Sheng 劉晟 920–958 Zhongzong r.943-958 | Liu Sheng 劉晟 920–958 Zhongzong r.943-958 | Liu Sheng 劉晟 920–958 Zhongzong r.943-958 | Liu Sheng 劉晟 920–958 Zhongzong r.943-958 |  |  | Liu Honggao 劉弘杲 ??? - 943 Prince de Xun 循王 | Liu Honggao 劉弘杲 ??? - 943 Prince de Xun 循王 | Liu Honggao 劉弘杲 ??? - 943 Prince de Xun 循王 | Liu Honggao 劉弘杲 ??? - 943 Prince de Xun 循王 | Liu Honggao 劉弘杲 ??? - 943 Prince de Xun 循王 | Liu Honggao 劉弘杲 ??? - 943 Prince de Xun 循王 |  |  |  |  |  |  |  |  |  |  |  |  |  |  |  |  |  |  |
|                         |                         |                         |                         |                         |                         |  |  |                        |                        |                        |                        |                        |                        |  |  |                                                   |                                                   |                                                   |                                                   |                                                   |                                                   |  |  |                                           |                                           |                                           |                                           |                                           |                                           |                                           |                                           |                                            |                                            |                                            |                                            |                                            |                                            |  |  |                                                 |                                                 |                                                 |                                                 |                                                 |                                                 |  |  |  |  |  |  |  |  |  |  |  |  |  |  |  |  |  |  |
|                         |                         |                         |                         |                         |                         |  |  |                        |                        |                        |                        |                        |                        |  |  |                                                   |                                                   |                                                   |                                                   |                                                   |                                                   |  |  |                                           |                                           |                                           |                                           |                                           |                                           |                                           |                                           | Liu Chang 劉鋹 942–980 r.958-971           |                                            |                                            |                                            |                                            |                                            |  |  |                                                 |                                                 |                                                 |                                                 |                                                 |                                                 |  |  |  |  |  |  |  |  |  |  |  |  |  |  |  |  |  |  |

## Héritage des Han du Sud
Les différents rois des Han du Sud ont favorisé la sinisation de leur royaume via, entre autres, leur politique visant à attirer les membres de l'élite politique du nord en exil pour leur confier des postes clefs.
Les Arabes appelaient les Han du Sud la monarchie de la "rose chinoise", parce que cette rose provient de Chine et que Guangzhou était connue comme étant une ville fleurie, car les Han du Sud plantaient beaucoup de roses.

## Voir également
- Période des Cinq Dynasties et des Dix Royaumes